# Адад I
Адад I (1-а пол. XI ст. до н. е.) — 4-й відомий цар Ідумеї (Едома). Згадується в Книзі Буття.

## Життєпис
Син якогось Бедада. Обраний царем Едому після смерті царя Гушама. Переніс свою резиденцію до фортеці Авіт. Вів успішні війни проти Моаву, а потім завдав поразки мідіанітянам. Завдяки цьому зумів суттєво розширити владу на південь.
Панував десь до 1060/1050-х років до н. е. Йому спадкував Самла.